# Maxhütte (Sulzbach-Rosenberg)

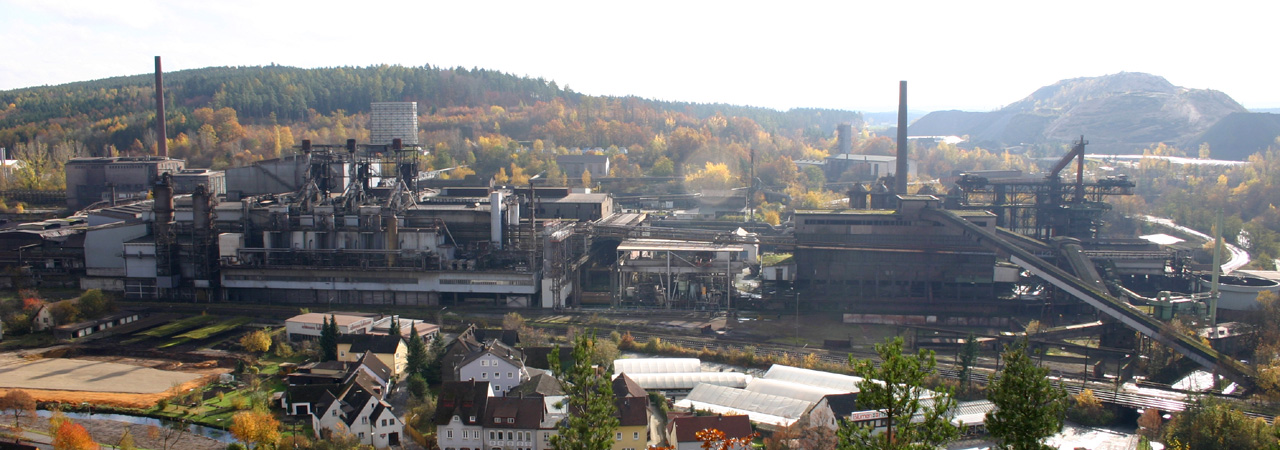
Die Maxhütte (2002)

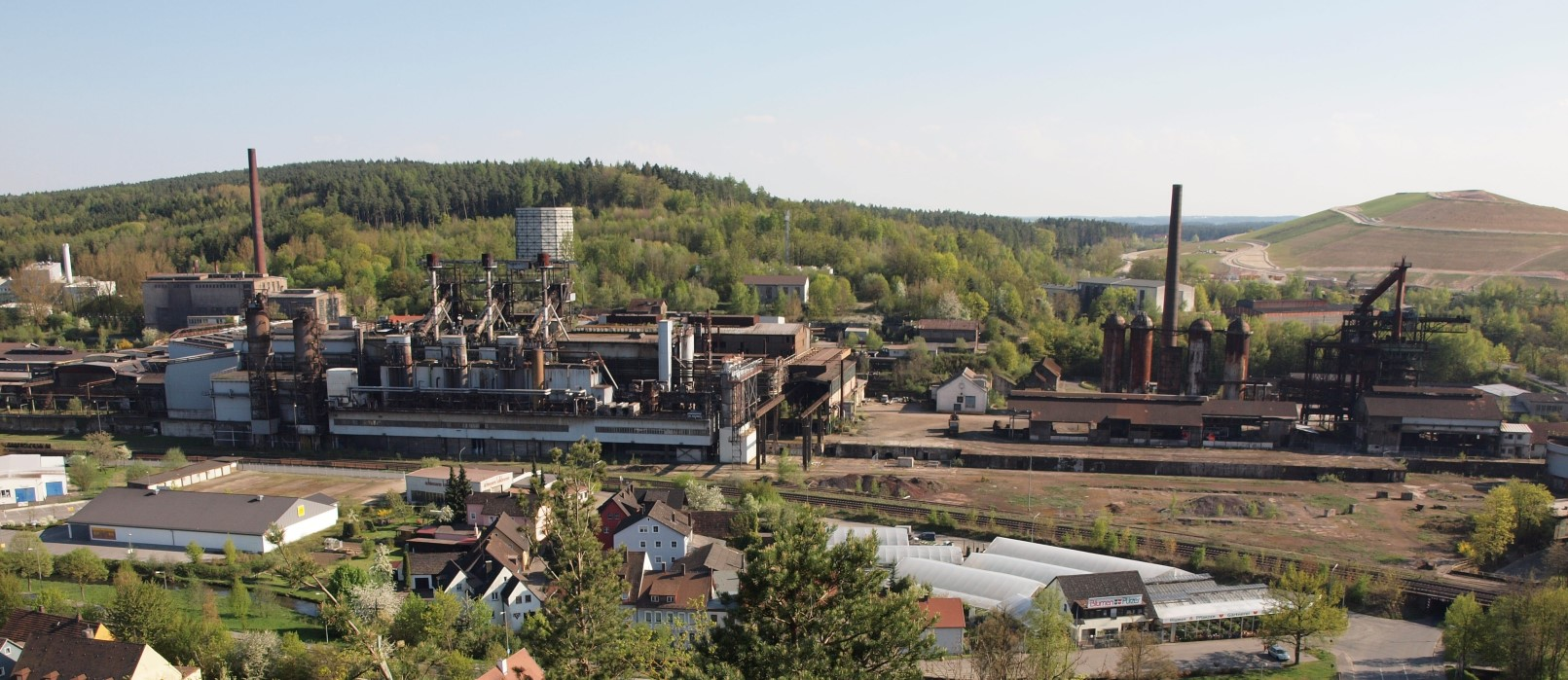
Die Maxhütte (2011) – erkennbarer Teilabriss

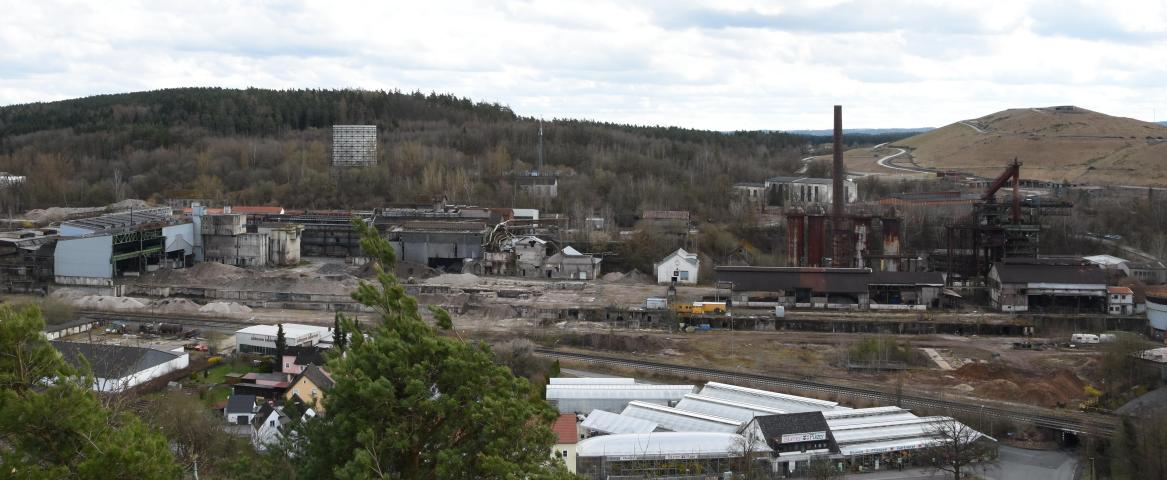
Die Maxhütte (2022) – das Stahlwerk (Sekundärmetallurgie) sowie das Kraftwerk dahinter wurden abgerissen.

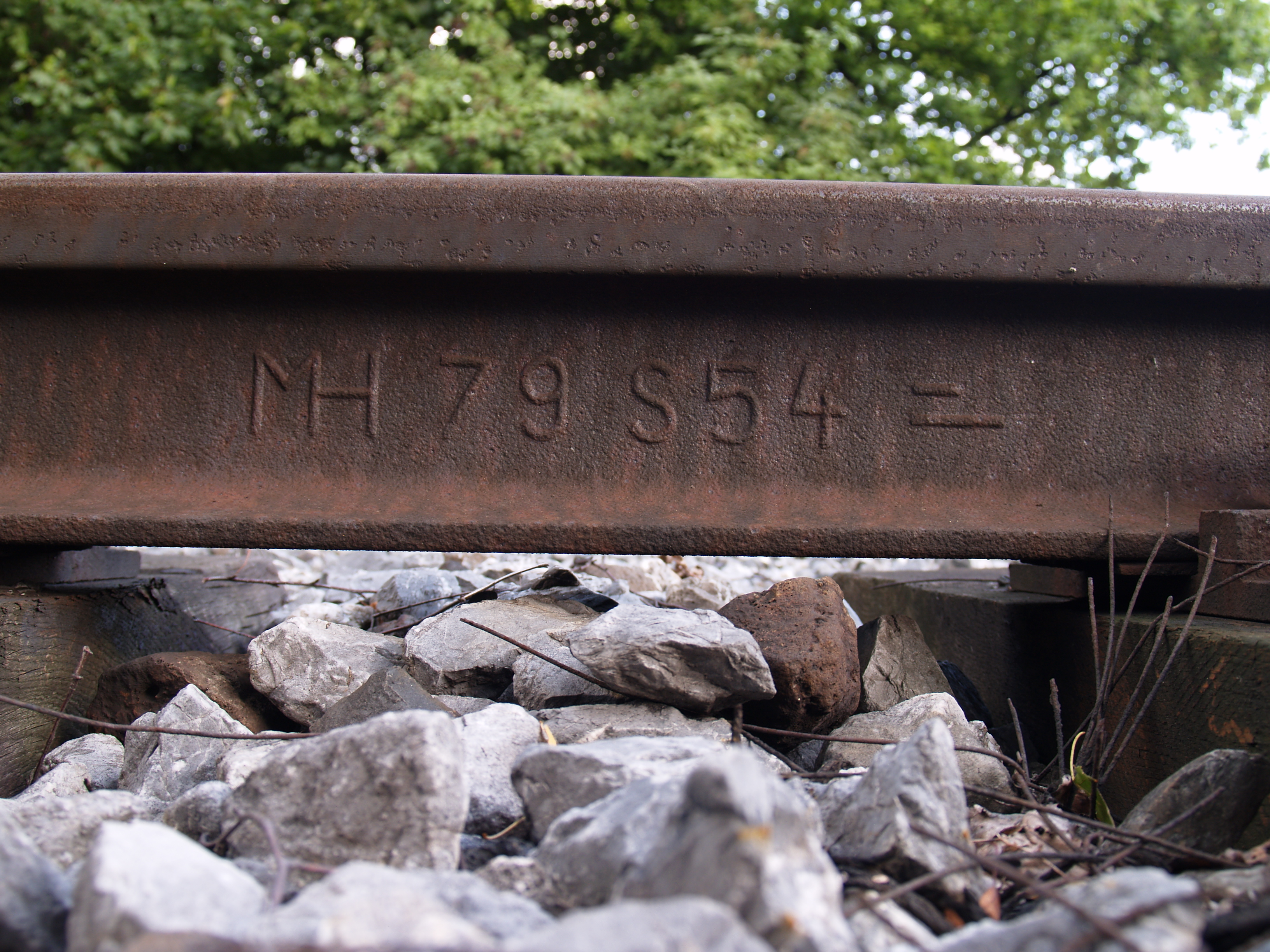
Schiene, hergestellt in der Maxhütte

Die Maxhütte (MH), benannt nach dem bayerischen König Maximilian II. Joseph, war ein traditionsreiches Stahlwerk und ist heute ein Industriedenkmal in Sulzbach-Rosenberg. Zur Blütezeit beschäftigte die Maxhütte über 9000 Menschen. Der Konzern hatte Zweigwerke in Haidhof und Unterwellenborn (heute Stahlwerk Thüringen GmbH) und eigene Erzgruben in Sulzbach-Rosenberg (Annaschacht bis 1974, Grube Eichelberg bis 1977) und Auerbach (Maffei bis 1978, Leonie bis 1987).
Die Maxhütte war das letzte Stahlwerk Bayerns mit konventionellem Hochofen, gleichzeitig das letzte der Montan-Mitbestimmung unterliegende Unternehmen Bayerns. Überregional bekannt war sie in der Arbeiterbewegung für den jahrzehntelangen Kampf der Belegschaft um ihre Arbeitsplätze. Durch Eigentums-Beteiligung des Freistaates Bayern war die Maxhütte auch ein Politikum. Nach zwei Konkursen wurde die Stahlerzeugung am 24. September 2002 endgültig eingestellt. Das Rohrwerk Maxhütte mit seinen rund 400 Beschäftigten produziert seit seiner Übernahme durch die Max-Aicher-Unternehmensgruppe seit 2000 weiter. Für die ländliche Region in der mittleren Oberpfalz, die seit dem Mittelalter von Bergbau und Eisenerzeugung geprägt war, wirkten die beiden Konkurse der Maxhütte mit Verlust tausender Arbeitsplätze strukturpolitisch fatal. Nach der endgültigen Schließung wurden die Beschäftigten bis Mitte 2004 in einer Beschäftigungsgesellschaft aufgefangen.
Es ist offen, welche Teile der Maxhütte als Industriedenkmal erhalten werden, wer hierfür den Aufwand trägt, und wie mit den teils enormen Altlasten, etwa dem Schlackenberg, verfahren wird. Für den Tourismus, insbesondere die Bayerische Eisenstraße, sind die erhaltenen Anlagen ein wichtiger Anziehungspunkt. Das Gelände ist heute noch teilweise gewerblich genutzt und an verschiedene Firmen vermietet. Seit April 2012 kann das Gelände über eine externe Dienstleistungsagentur als Location für Film- und Fotoaufnahmen gemietet werden. Regelmäßige geführte Fototouren für Hobbyfotografen wurden mit Beginn umfangreicher Rückbauarbeiten ab Juni 2016 eingestellt.

## Geschichte
Die Geschichte der Maxhütte reicht bis ins Jahr 1851 zurück, siehe Maxhütte (Maxhütte-Haidhof).

### Eisenwerk Maximilianshütte (MH)
Mit dem Beschluss der belgischen Firma T. Michiels, Goffard & Cie. in der Oberpfalz ein Schienenwalzwerk anzulegen, begann 1851 die Vorgeschichte der Maxhütte. Ein Jahr später wurde im Sauforst von Burglengenfeld die Eisenbahnschienenfabrik errichtet und in Betrieb gesetzt, aus der ein Jahr später die Eisenwerk-Gesellschaft Maximilianshütte mit ihrem Stammwerk in Haidhof hervorging. Benannt wurde sie nach dem bayerischen König Maximilian II.
1859 wurde durch den Kauf von Erzfeldern bei Sulzbach eine eigene Erzbasis geschaffen, vier Jahre später wurde die Maximilianshütte in Rosenberg eingerichtet. Der erste Kokshochhofen in Rosenberg wurde im August 1864 angeblasen, das Erz stammte aus regionaler Förderung. 1872 erfolgte der Bau der Hüttenanlage zur Gewinnung von Roh- und Gusseisen in Unterwellenborn (Thüringen) und fünf Jahre später wurden Erzfelder im Revier Auerbach angekauft. Zwischen 1898 und 1930 war die Maxhütte („König-Albert-Werk“) im sächsischen Lichtentanne bei Zwickau in Betrieb. Sie wurde mit Roheisen der Maxhütte Unterwellenborn beliefert. Heute erinnert nur noch die einstige, unter Denkmalschutz stehende Werkssiedlung im heutigen Zwickauer Stadtteil Maxhütte an dieses Werk.
Das Thomas-Stahlwerk in Rosenberg wurde 1889 in Betrieb genommen und 1892 die Hauptverwaltung von Haidhof nach Rosenberg verlegt.
Im Jahre 1921 erwarb die Familie Röchling mit knapp über 50 Prozent der Anteile die Aktienmehrheit, die 1929 zusammen mit den in Belgien liegenden Geschäftsanteilen (von rund 33 Prozent) Friedrich Flick erwarb.
Im Zweiten Weltkrieg leisteten ab 1939 polnische Kriegsgefangene unter unmenschlichen Bedingungen Zwangsarbeit in der Maxhütte. Konzernchef Flick wurde dafür in Nürnberg 1947 im Flick-Prozess zu sieben Jahren Haft verurteilt. Mit der Einrichtung der sowjetisch besetzten Zone nach Kriegsende 1945 kam es zum Verlust der thüringischen Eisenerzgruben bei Schmiedefeld und der thüringischen und sächsischen Werke (z. B. Unterwellenborn) im damaligen Hauptabsatzgebiet.

### Zeche Maximilian
Zur Deckung des Bedarfes an Steinkohle erwarb man um 1900 die Rechte an 15 Hektar Land bei Hamm und gründete dort die Zeche Maximilian, um unabhängiger vom Rheinisch-Westfälischen Kohlensyndikat zu sein. Die Erschließung der Kohleflöze dauerte wegen Wassereinbrüchen über zehn Jahre, so dass erst 1912 mit dem systematischen Kohleabbau begonnen werden konnte. Wegen weiter steigender Wassereinbrüche wurde jedoch am 13. August 1914 das Bergwerk geschlossen, ohne dass Kohle in nennenswertem Umfang gefördert worden wäre. Weitere Versuche der Reaktivierung 1921 sowie 1942–1944 waren erfolglos. Nach 1980 wurde im Zuge der Landesgartenschau 1984 der Maximilianpark auf dem Gelände errichtet.

### Nachkriegszeit

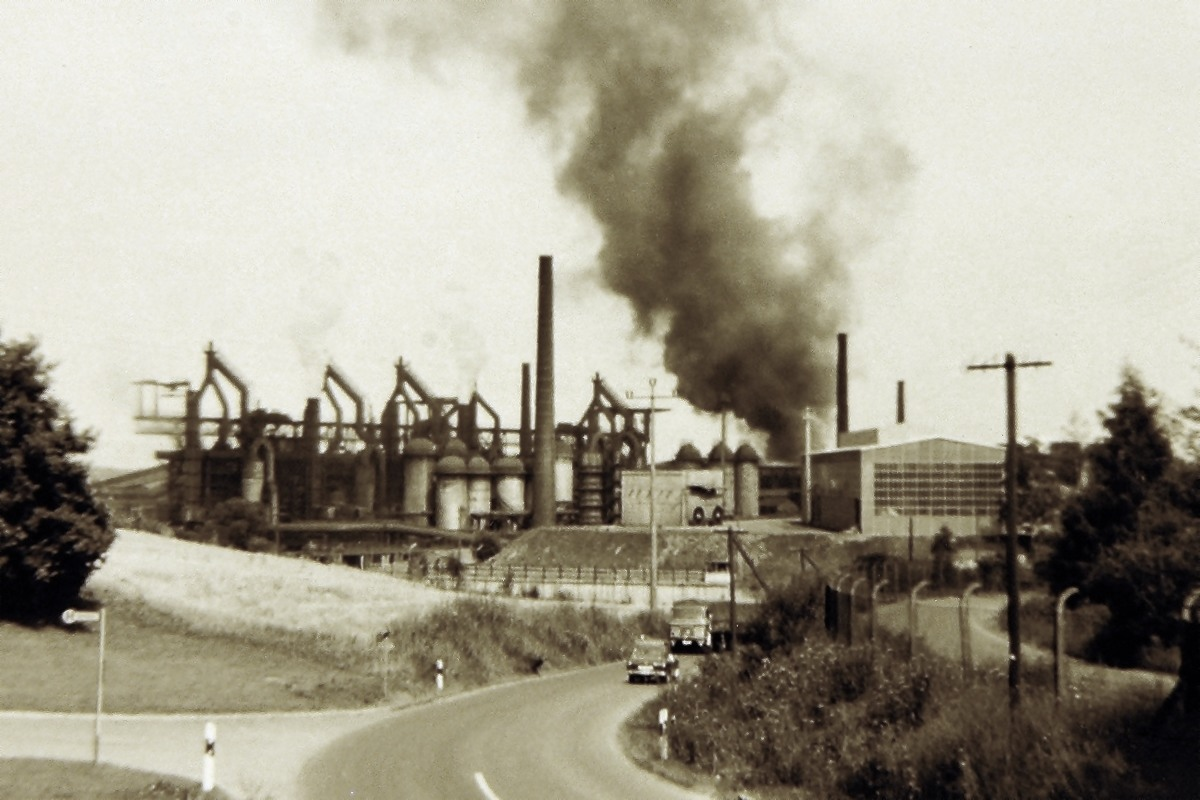
Die fünf Hochöfen der Maxhütte, Sulzbach-Rosenberg (1969)

Sechs Jahre nach Kriegsende übernahm der Freistaat Bayern im Zuge der Entflechtung der deutschen Montanindustrie 26 Prozent der MH-Geschäftsanteile. Drei Jahre später ging das Rohrwerk in Rosenberg in Betrieb. Ab 1955 gehörte die Maxhütte wieder vollständig zur Flick-Gruppe. Ab 1956 wurde schwedisches, ab 1969 brasilianisches Erz zuzüglich erworben. 1962 wurde das Kaltwalzwerk in Haidhof in Betrieb genommen und in den 1970er Jahren der erste OBM-Konverter im Stahlwerk Rosenberg sowie die Bandverzinkungsanlage Salzgitter in Betrieb genommen. Das Thomas-Stahlwerk wurde auf das selbstentwickelte OBM-Stahlherstellungsverfahren umgestellt, im Werk Haidhof wurde auf kontinuierliche Stab- und Betonstahlstraßen umstrukturiert. Damit einher ging eine Konzentration der Stahlproduktion auf Rosenberg.
Die 70er und 80er Jahre waren durch Umstrukturierung und Arbeitskampf bestimmt. Am 1. Oktober 1976 wurde das Eisenwerk Fronberg an die Luitpoldhütte verkauft. Am 17. August 1976 erwarben die Klöckner-Werke Duisburg für 270 Millionen DM nahezu die gesamten Maxhütte-Geschäftsanteile. In dieser Zeit wurde der Bergbau auf den Leonie-Schacht bei Auerbach konzentriert. Eine bedeutende Entwicklung war das KMS-Verfahren (Klöckner-Maxhütte-Stahlherstellungsverfahren) ab 1980. Zum 1. Januar 1984 beteiligte sich der Eschweiler Bergwerks-Verein mit 15 Prozent am Stammkapital der Maxhütte durch Einbringung der Eschweiler Hüttenbetriebe; am 1. Juli des Jahres erwarb die Maxhütte eine 49-prozentige Beteiligung an Salmax/Salzgitter-Drütte durch Einbringung der Eschweiler Hüttenbetriebe. In der Nacht vom 30. September zum 1. Oktober 1985 verkaufte der Maxhüttenvorstand das Kaltwalzwerk in Haidhof an den Eigentümer Klöckner-Werke. Am 31. März 1987 war die letzte Schicht im dortigen Kaltwalzwerk.

### Konkurs 1987 und Insolvenz 1998
Am 16. April 1987 kam es zum ersten Konkurs der Maxhütte mit damals 4500 Beschäftigten. Der Betrieb wurde durch die Maxhütte i. K. aufrechterhalten. Knapp einen Monat später wurde die letzte deutsche Eisenerzgrube „Leonie“ in Auerbach geschlossen und am 30. Juni 1990 das Werk Maxhütte-Haidhof stillgelegt. Am 1. Juli 1990 wurden die NMH Stahlwerke GmbH und Rohrwerk Neue Maxhütte GmbH in Rosenberg gegründet.
Die Nachfolgegesellschaften NMH Stahlwerke GmbH („neue Maxhütte“) und Rohrwerk Neue Maxhütte GmbH sollten den Betrieb der Maxhütte sichern. Gesellschafter waren Thyssen, Krupp, Klöckner, Mannesmann und der Freistaat Bayern. Im Jahre 1993 übernahm Max Aicher, Bauunternehmer aus Freilassing über seine Firma Lech-Stahlwerke, die Anteile von Thyssen, Klöckner und Krupp sowie die industrielle Führung und kaufte im Folgejahr auch den Anteil des Freistaates Bayern von 45 Prozent für 3 DM.
Am 6. November 1998 folgte der zweite Insolvenzantrag der Maxhütte durch Arbeitsdirektor Peter Moschinski. Die beiden anderen Geschäftsführer reichten Vergleichsanträge nach. Das Insolvenzverfahren wurde am 31. Dezember 1998 eröffnet. Der Betrieb wurde durch die NMH i. K. weitergeführt.
Vier Jahre wurde im Konkurs weiter produziert, doch Konkursverwalter Jobst Wellensiek fand keinen Investor. Eine Übernahme durch das Osnabrücker Unternehmen Georgsmarienhütte scheiterte 2000 an Aichers Grundbuchforderungen. Am 22. Juli 2002 wurden die NMH Stahlwerke GmbH stillgelegt, es begann die Ausproduktion mit einer Belegschaft von noch 850 Personen. Der letzte Hochofenabstich war am 23. September 2002. Tags darauf verließ die letzte Charge das Stahlwerk, die letzte Betriebsversammlung fand statt.
Bei der Auktion des stillgelegten Oberpfälzer Stahlwerks Maxhütte im Februar 2003 ersteigerte Alteigentümer Max Aicher den größten Teil des Inventars. Für 4,2 Mio. Euro gingen das komplette Stahlwerk sowie die Walz- und Strangguss-Anlage an das vor zwei Jahren von der Maxhütte abgetrennte Rohrwerk, das nach dem Konkurs des Stahl- und Rohrwerks Maxhütte vor vier Jahren der österreichischen Beteiligungs-Verwaltungsgesellschaft mbH Wien Parn zugesprochen wurde, die der Ehefrau des früheren Maxhütte-Chef Max Aicher gehört.

### Rohrwerk
Das Rohrwerk ging im Jahr 2000 an die heutige Max-Aicher-Unternehmensgruppe und produzierte weiter. Im Sommer 2021 übernahm ein privater Finanzinvestor aus München das Werk. Im Dezember 2021 meldete das Unternehmen dennoch Insolvenz in Eigenverwaltung an. Die Corona-Pandemie und die steigenden Stahl- und Energiekosten setzten das Werk unter Druck. Dazu kamen Lieferengpässe bei Materialien und Logistikprobleme. Der Russisch-Ukrainische Krieg hat die Situation branchenweit inzwischen verschärft. Am 15. Juni 2022 wurde auf einer Betriebsversammlung bekanntgegeben, dass es zwei Investoren gebe, die fest zugesagt hätten. Nun müsse noch geklärt werden, welcher der beiden Kaufinteressenten „das bessere Konzept für ein zukunftsträchtiges Rohrwerk hat“. Am 4. Juli 2022 teilte die für die mit der Insolvenz beauftragte Anwaltskanzlei mit, dass die britische Mertex Gruppe neuer Eigentümer des Rohrwerks werde. Die Mertex Gruppe sei ein auf den „Energiesektor spezialisiertes Rohrunternehmen“, welches im Wege der „übertragenden Sanierung“ den Geschäftsbetrieb der Rohrwerk Maxhütte GmbH übernimmt und fortführte. Die neuen Inhaber bringen ein großes Auftragsvolumen in das Unternehmen ein und planten weitere Investitionen am Standort in Sulzbach-Rosenberg.

Arbeiter der Maxhütte beim damaligen bayerischen Ministerpräsidenten Edmund Stoiber

## Die Maxhütte als technisches Denkmal

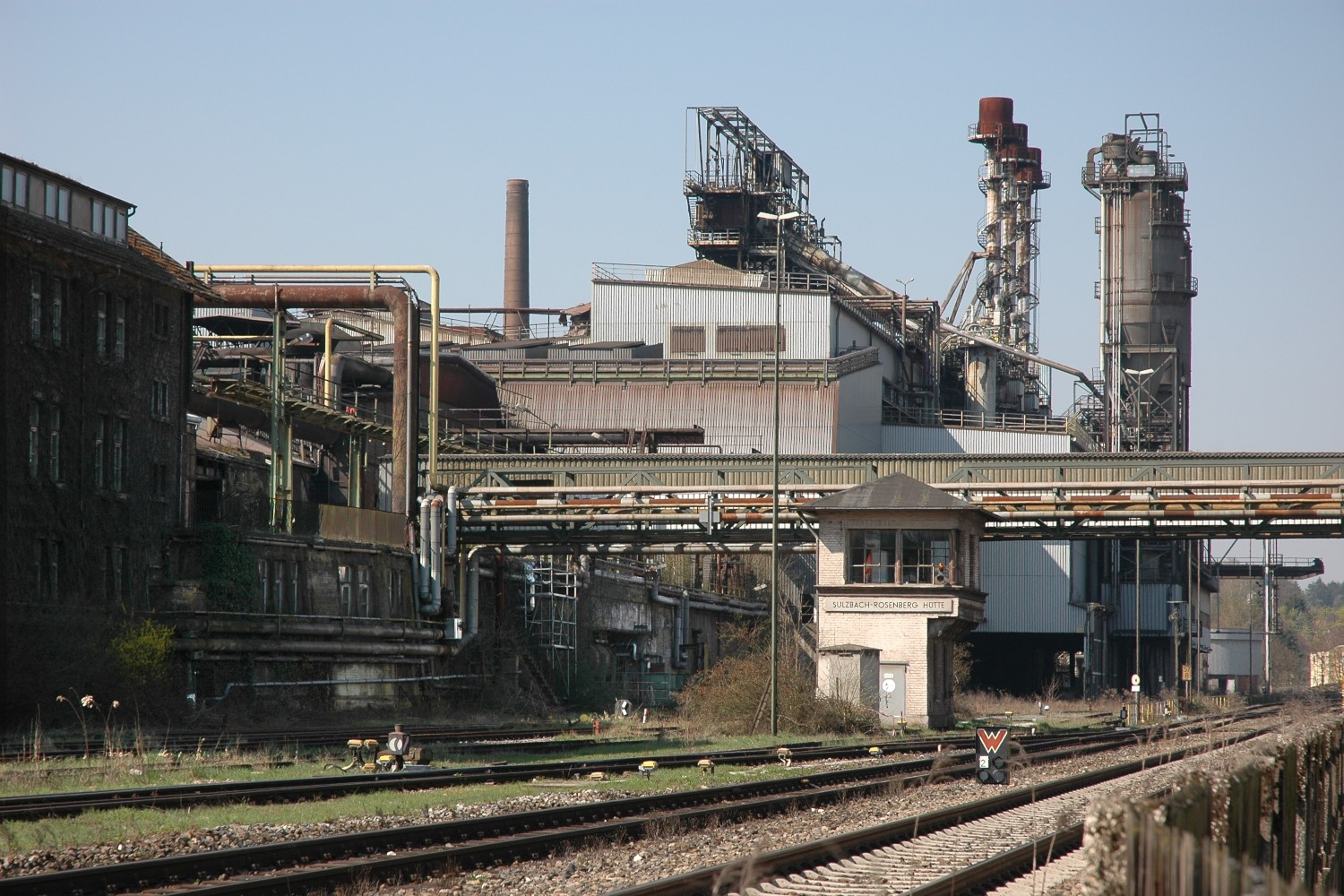
Äußerlich macht die stillgelegte Hütte noch einen intakten Eindruck (2009)

Die Maxhütte besitzt aufgrund ihres Alters und wegen ihrer teilweise einmaligen technischen Ausstattung hohen Denkmalwert.
Sie ist das einzige integrierte Stahl- und Hüttenwerk in ganz Europa, welches auf engstem Raum alle Phasen der Produktion vom Erz bis zum fertigen Endprodukt beinhaltet.
Sogar Zeugnisse der Erzförderung sind in unmittelbarer Nähe der Anlage erhalten wie das Fördergerüst des Annaschachts, das nur 1,7 km von der Maxhütte entfernt im Stadtgebiet steht. Weitere Zeugnisse sind auf dem Sulzbacher Bergbaupfad zu sehen.
Die Konverter des Stahlwerks sind die letzten verbliebenen Sachzeugen des auf der Maxhütte entwickelten OBM-Verfahrens.
Die beiden noch erhaltenen Walzenzugmaschinen sind Beispiele für technisch herausragende und hochentwickelte Anlagen und zählen zu den weltweit leistungsfähigsten Kolbendampfmaschinen.
Insgesamt stehen drei Dampfmaschinen in der Maxhütte:
1. eine Vierzylinder-Zwillingstandem-Verbundmaschine als Walzenzug-Dampfmaschine mit max. 15.000 PS Leistung[12]
2. eine Vierzylinder-Zwillingstandem-Verbundmaschine als Walzenzug-Dampfmaschine mit max. 10.000 PS Leistung[13]
3. eine Einzylindermaschine in der Zentralkondensation mit max. 500 PS Leistung[14]

Diese dritte Maschine war für die Erzeugung des Vakuums für die Walzenzugdampfmaschinen zuständig; nur wenn diese auf Kondensbetrieb liefen, stand die volle Maschinenleistung zur Verfügung.
In allen drei Fällen handelt es sich um historische Dampfmaschinen, welche Anfang der 1900er-Jahre gebaut und installiert wurden. Diese drei historischen Dampfmaschinen wurden ständig gewartet und verrichteten ihre Arbeit bis zum Ende der Maxhütte 2002.

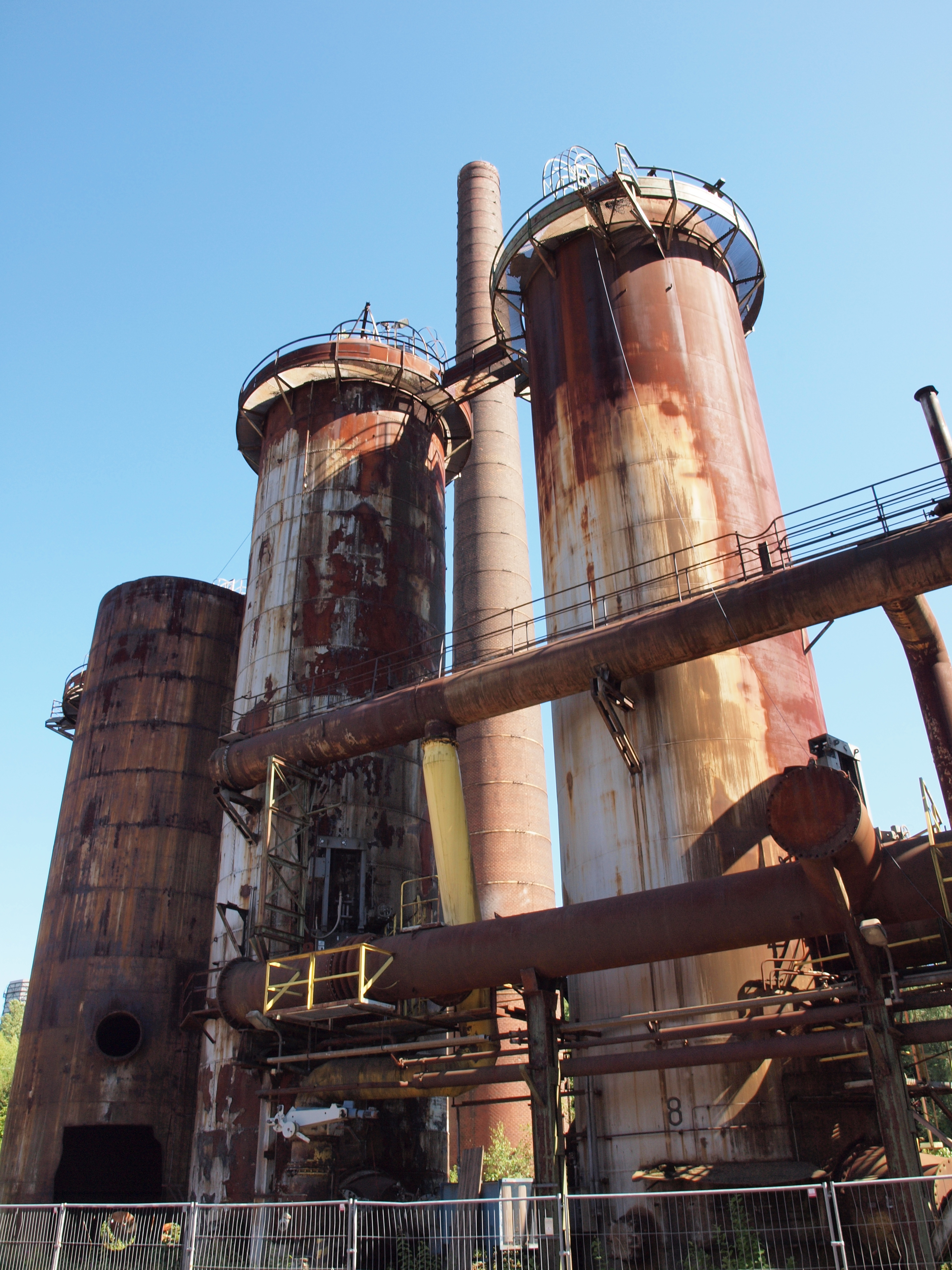
Maxhütte, Sulzbach-Rosenberg, Teil der Cowperanlage; Juli 2012

Mit dem Hochofen 3 ist ein einmaliges Exemplar eines Hochofens mit Setzkübelbegichtung über Vertikalaufzug und elektrischen
Möllerwagen erhalten. Er zählt neben dem Ofen der Henrichshütte zu den ältesten in Deutschland erhaltenen Hochöfen und stellt auch aufgrund seiner offenen Wasserkühlung ein herausragendes Denkmal dar.

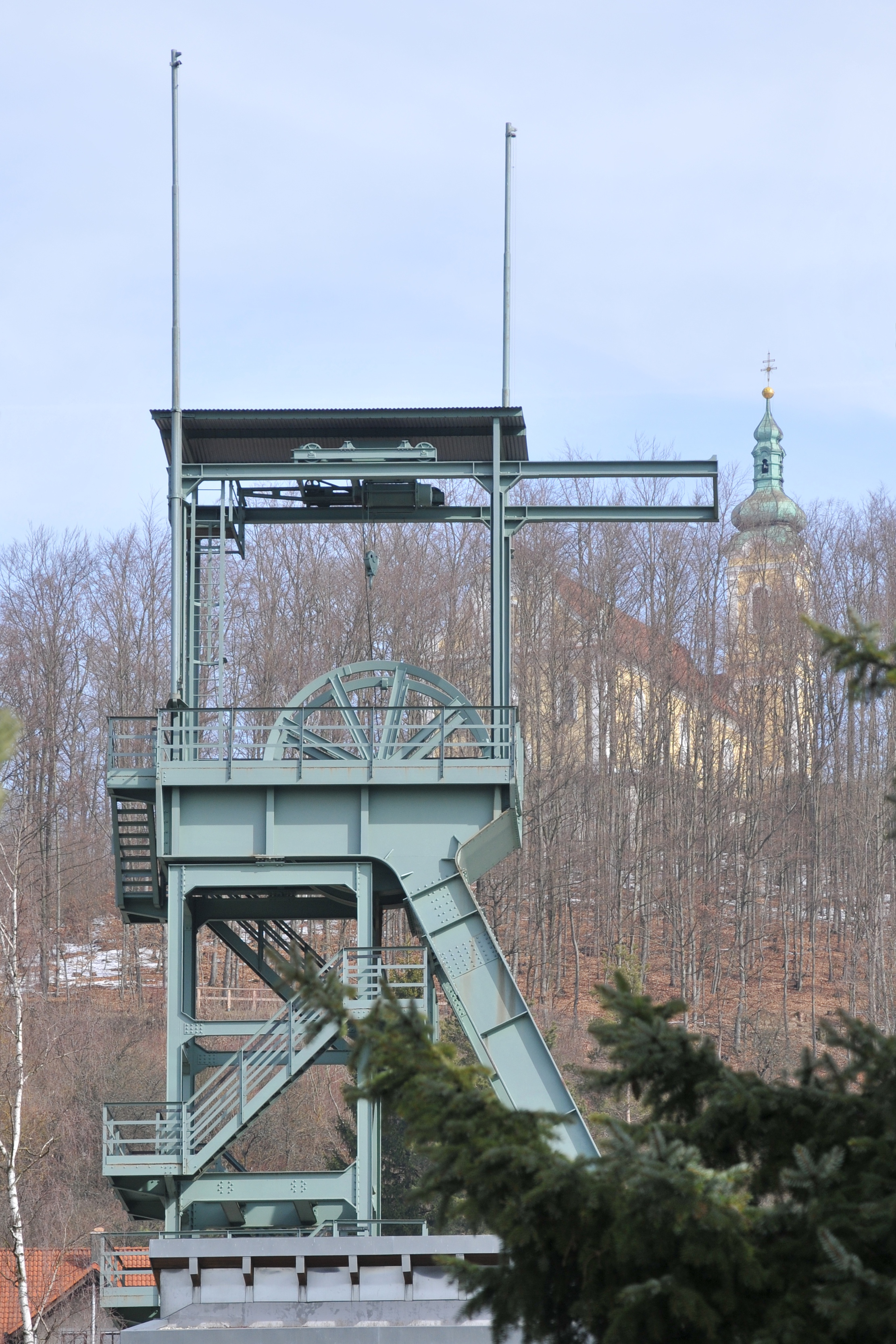
Fördergerüst Annaschacht (2013)

Kein anderes Hüttenwerk in Europa verfügt über ein so hochentwickeltes und flexibles Cowper-System wie die Maxhütte. Die zahlreichen Schieber und Absperrsysteme wurden alle von wenigen, sehr erfahrenen Mitarbeitern rein manuell bedient. Eine Automatisierung fand nicht statt.
Im Bereich der Hütte sind noch Kaminkühler seltener Bauart erhalten.
Mit dem Bau der Stranggussanlage S32 war die Maxhütte in den 80er Jahren technologisch führend und stellt daher einen Meilenstein in der Geschichte der Stahlindustrie dar.
Die Wurzeln der Anlage reichen bis in die Mitte des 19. Jahrhunderts zurück und sind beispielsweise in Form einer der ältesten Stahlfachwerkhallen Deutschlands erhalten. Darüber hinaus wird hier deutlich, dass die Hütte sich im Laufe der Zeit evolutionär entwickelte und mit der Zeit den jeweiligen Erfordernissen angepasst wurde.
Die Maxhütte gehört somit zu den bedeutendsten Sachzeugen der Eisen- und Stahlindustrie in Deutschland.

## Teilabriss und Umnutzung

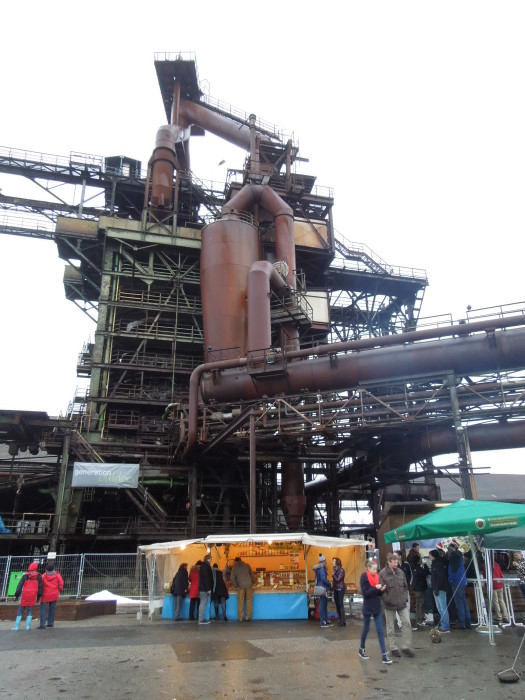
Hochofenplaza

Der Abriss der Maxhütte erfolgt in Schritten. Nach der Versteigerung am 11. Februar 2003 ging das Walzenlager für 4,2 Millionen Euro mehrheitlich an das Rohrwerk von Max Aicher (im Industriegebiet von Rosenberg). Die massiven Rollenbänke wurden ebenfalls ausgebaut, die Kranbahnen und Kräne zerlegt, die nicht zum Denkmalbestand gehörende Adjustage entfernt. Genehmigt wurde auch der Ausbau der Vakuumanlage, die für die Aufrüstung der Lech-Stahlwerke in Meitingen (von Max Aicher) diente.

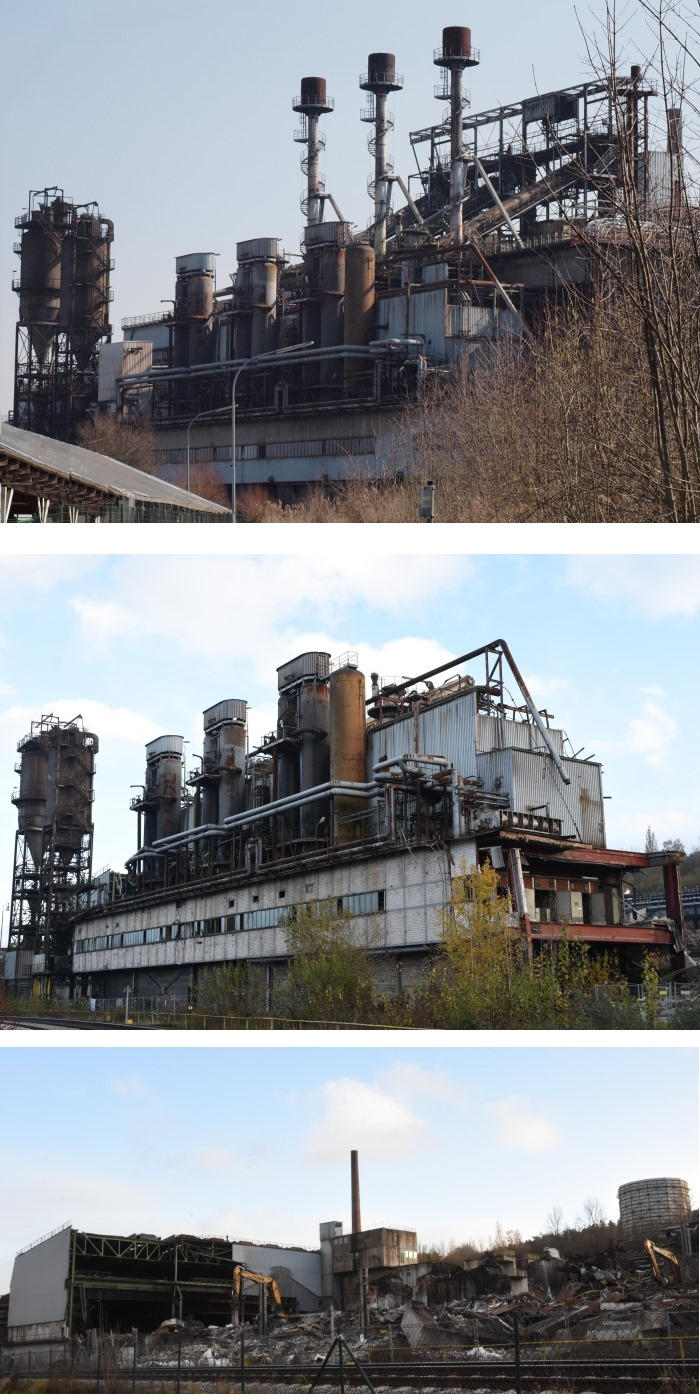
Maxhütte, Stahlwerk, Abriss 2019

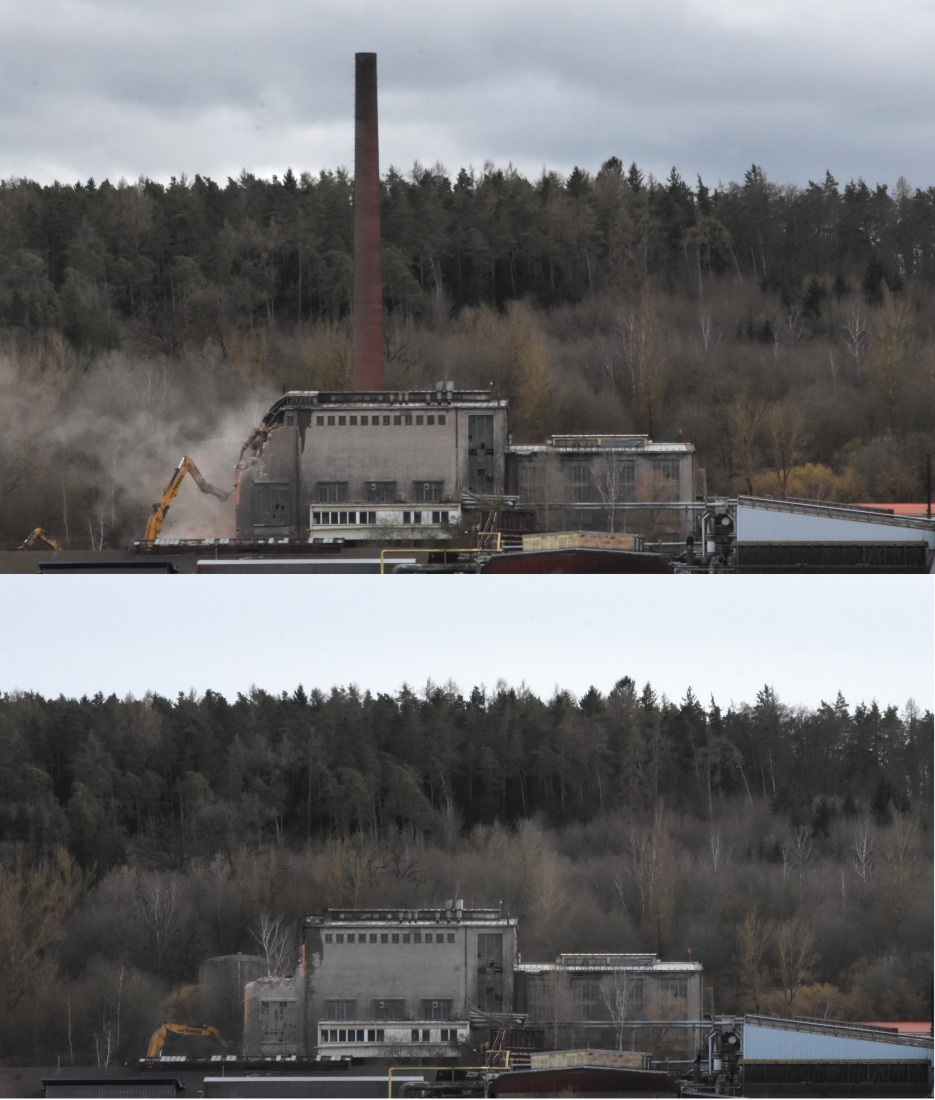
Maxhütte, Kraftwerk, Abriss 2020

Mit dem Abriss werde eine Riesenchance vertan, meinte auch Architekt Peter Brückner aus Tirschenreuth. Das Büro Brückner und Brückner, das zuletzt mit dem Kunstspeicher in Würzburg Preise gewann, wurde 2002 von der Stadt Sulzbach-Rosenberg beauftragt, Denkmodelle für die Zukunft zu entwickeln. Einbezogen wurden auch Karl Ganser und die Landesentwicklungsgesellschaft Nordrhein-Westfalen. Ergebnis: Eine Kahlschlagsanierung wäre um 50 Millionen Euro teurer als eine „behutsame Erneuerung in einem engen Wechselspiel von Belassen und Wegnehmen, Sanieren und Entwickeln“. Ein Gutachten des Wasserwirtschaftsamts in Amberg bestätigte, dass die Kosten für eine umweltgerechte Aufbereitung der Böden im Falle eines Abrisses etwa bei 27 Millionen Euro liegen würden. Blieben die denkmalgeschützten Hallen hingegen stehen, müssten nur einzelne Partien für rund 3,7 Millionen Euro dekontaminiert werden.
Im Dezember 2015 berichtete die Sulzbach-Rosenberger Zeitung, dass der Landtagsabgeordnete Harald Schwartz (CSU) „den großflächigen Rückbau der Anlagen“ der Maxhütte „für ein Vorankommen unumgänglich hält.“ Auch aus finanziellen Gründen solle lediglich die sogenannte Hochofenplaza bestehen bleiben, deren Sanierung mehrere Millionen Euro Investitionen benötige und die als „Denkmal- und Veranstaltungsort“ umgenutzt werden solle.
Am 7. September 2016 berichtete das Online-Portal Onetz, dass der Rückbau des Stahlwerks angelaufen sei. Die Rückbauarbeiten begannen im westlichen Teil neben der Konverterhalle. Metallteile, Kabel, und Rohrleitungen wurden recycled, anschließend werden die Kalksilos neben der alten Konverterhalle abgerissen, was als entscheidender Schritt für eine Umnutzung des Areals im Westteil bezeichnet wurde, auch wenn die konkreten Planungen noch nicht völlig abgeschlossen seien. Der Vorsitzende des Hüttenvereins Maxhütte appellierte wenige Tage darauf an den Eigentümer des Hochofens, Max Aicher, in die Hochofen-Plaza zusammen mit dem Freistaat Bayern zu investieren, um das „einzigartige Industriedenkmal“ der Öffentlichkeit zugänglich zu machen.

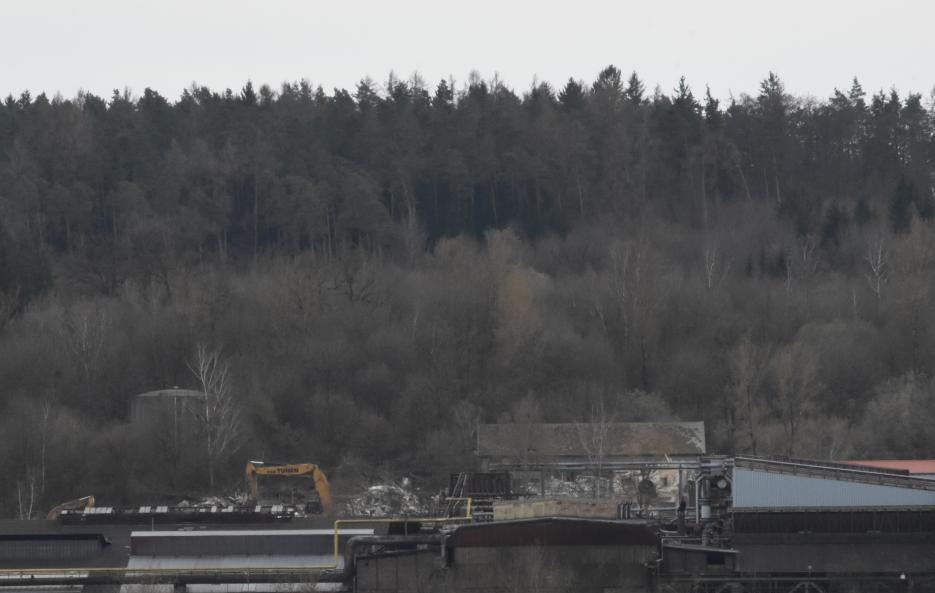
Maxhütte, Kraftwerk, Abriss März 2020

Ab Juni 2019 begann dann der großflächige Rückbau des letzten existierenden OBM-Stahlwerks Europas. Zuerst wurde die kleine Stranggussanlage zerstört, danach die Sekundärmetallurgie. Als letzter Teil wurde dann mit dem Stahlwerk an sich begonnen. Zuerst wurden die Roheisenmischer sowie die wassergekühlten Konverterkamine und deren Kaminbefahreinrichtungen abgerissen, anschließend die Konverterbühne. Danach wurden die drei Reingasfackeln – über die das gereinigte Konvertergas verbrannt wurde – niedergerissen. Der nächste Schritt war die Zerlegung der drei OBM-Konverter mittels Schneidbrennern sowie der Abriss der Gasreinigungsanlagen und der Kohlestaubsilos. Danach wurden die Sauerstofftanks umgerissen, wodurch die hohen Teile des Stahlwerks entfernt waren. Zum Schluss wurden noch die Schalträume sowie die Medienbühne entfernt, womit das OBM-Stahlwerk bis auf seine Fundamente zum Jahresende 2019 vollständig von der Bildfläche verschwunden war.
Im Jahre 2020 wurde mit dem Abriss des Kraftwerks begonnen, das durch Verbrennung von Gichtgas Dampf für die Walzenzugmaschinen des Walzwerks und mittels Turbinen elektrischen Strom erzeugt hatte. Dabei wurde auch der 75 m hohe Schlot gesprengt, was unter Ausschluss der Öffentlichkeit erfolgte. Am ehemaligen Stahlwerk begann der Abbruch der Fundamente und die Sanierung der Böden.

## Sanierung des Schlackenbergs
Auf den Schlackenberg mit einer Gesamtfläche von ca. 31,5 ha wurden etwa 4,8 Millionen Kubikmetern Ablagerungsstoffe verbracht. Die Ablagerungshöhe beträgt ca. 55 m über dem Gelände und erreicht an der maximalen Verkippung ein Niveau von etwa 491 m über NN.
Die Kosten der Sanierung des Schlackernbergs wurden 2008 auf 51 Millionen Euro geschätzt. Die giftigen Stoffe, die in dem gelagert sind, mussten so eingeschlossen werden, dass sie nicht verweht und nicht in das Grundwasser sickern konnten. Nach dem Konkurs der Neuen Maxhütte Stahlwerke GmbH im Jahr 2002 und mit der Löschung des Deponiebetreibers aus dem Handelsregister existierte keine juristische Person mehr, die zur Sanierung des Schlackenbergs verpflichtet werden konnte. Bei den Grundstücken des Schlackenbergs ergab sich eine juristisch komplizierte Lage: Es wurde eine Dereliktionserklärung abgegeben, die einer Aufgabe des Eigentums gleich kam. Die Neue Maxhütte GmbH wurde für alle Grundstücke aus dem Grundbuch gelöscht. Der Freistaat Bayern als früherer Anteilseigner übernahm die sogenannten „Herrenlosen Grundstücke“ in seinen Besitz und damit die alleinige Sanierungslast.  Mit der Sanierung und Rekultivierung der Deponie beauftragte der Freistaat Bayern 2005 die Regierung der Oberpfalz als Vorhabensträger.

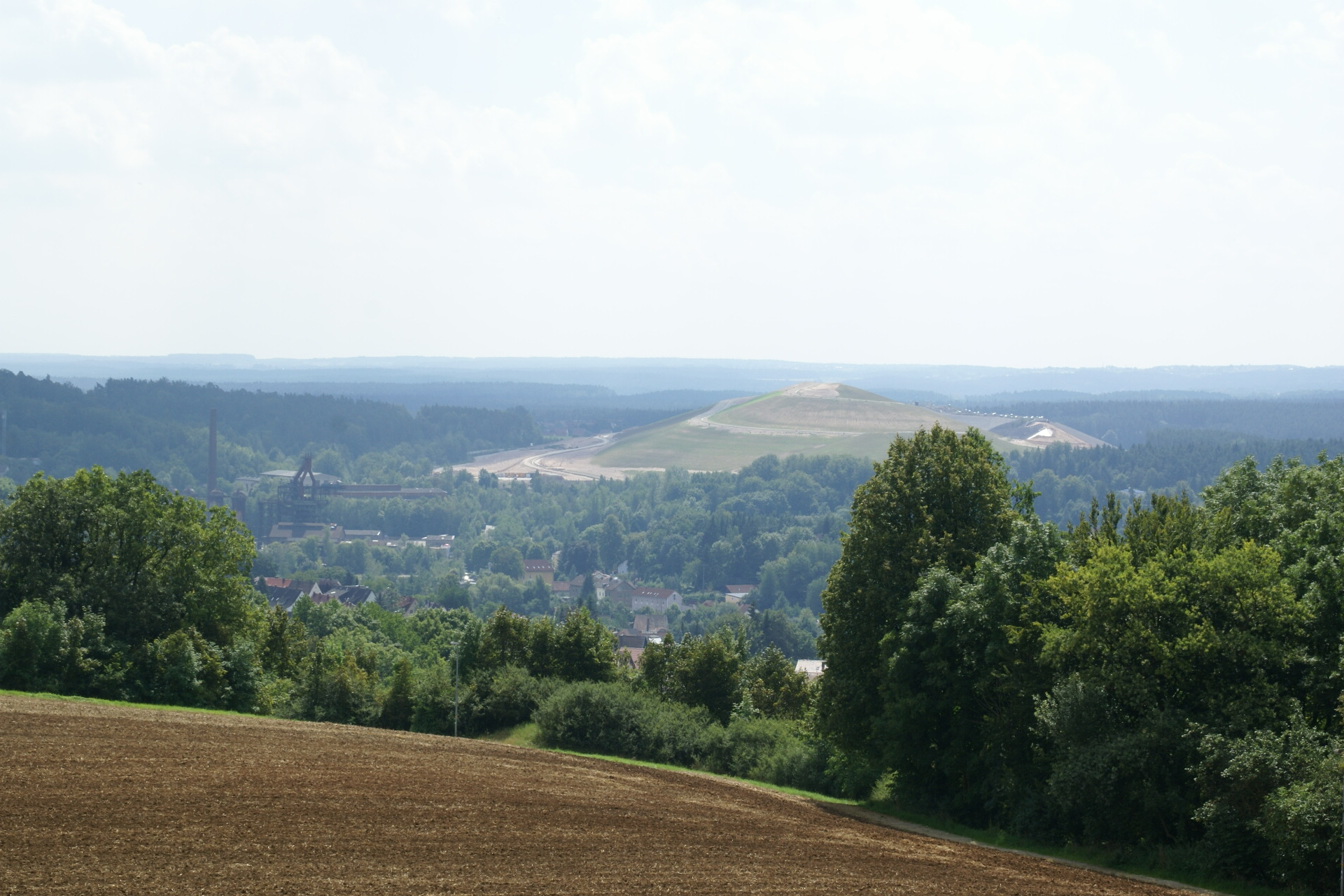
Schlackenberg 2010

## Der Schlackenberg als Biotop

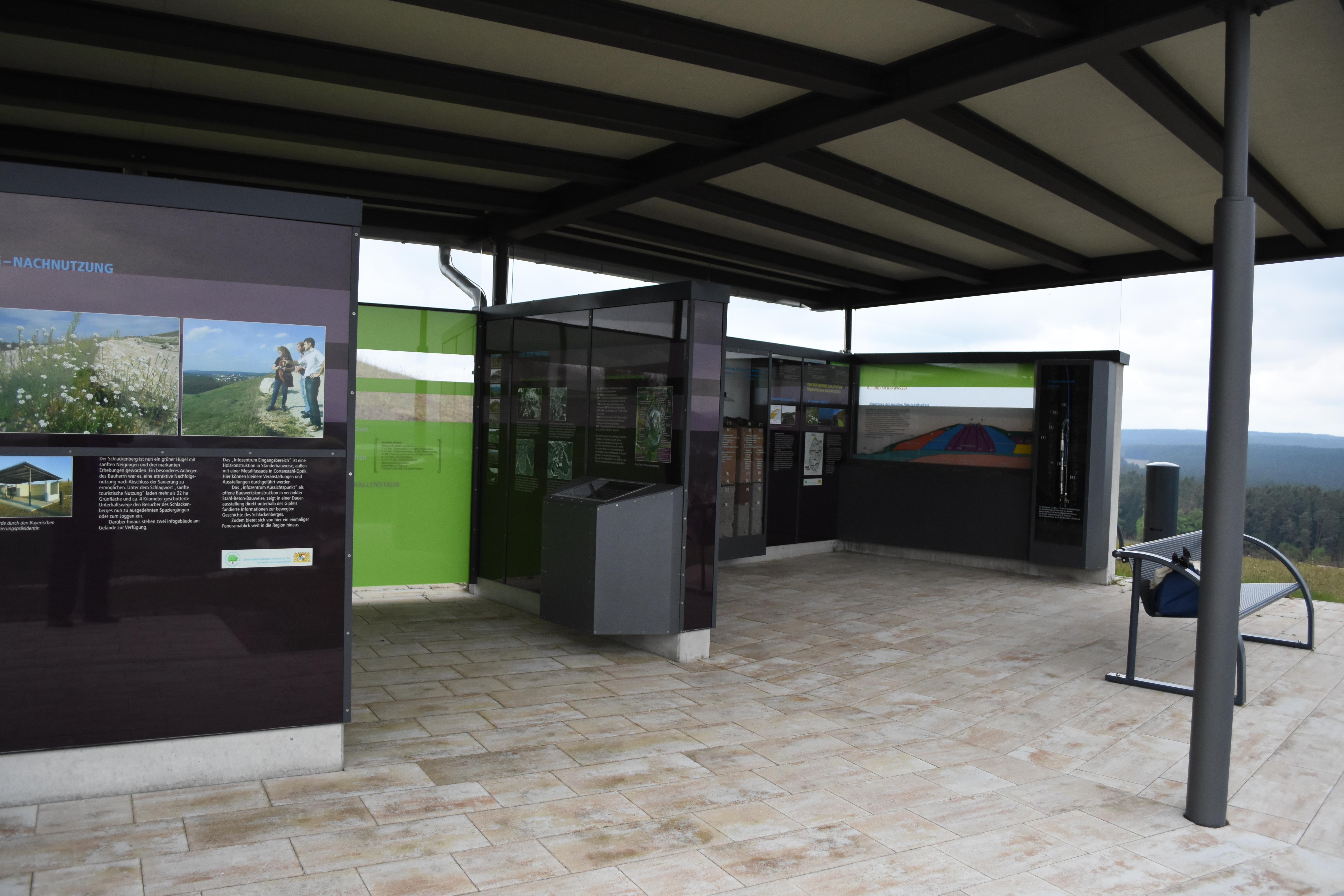
Maxhütte, Schlackenberg, Teil des Informations-Pavillons

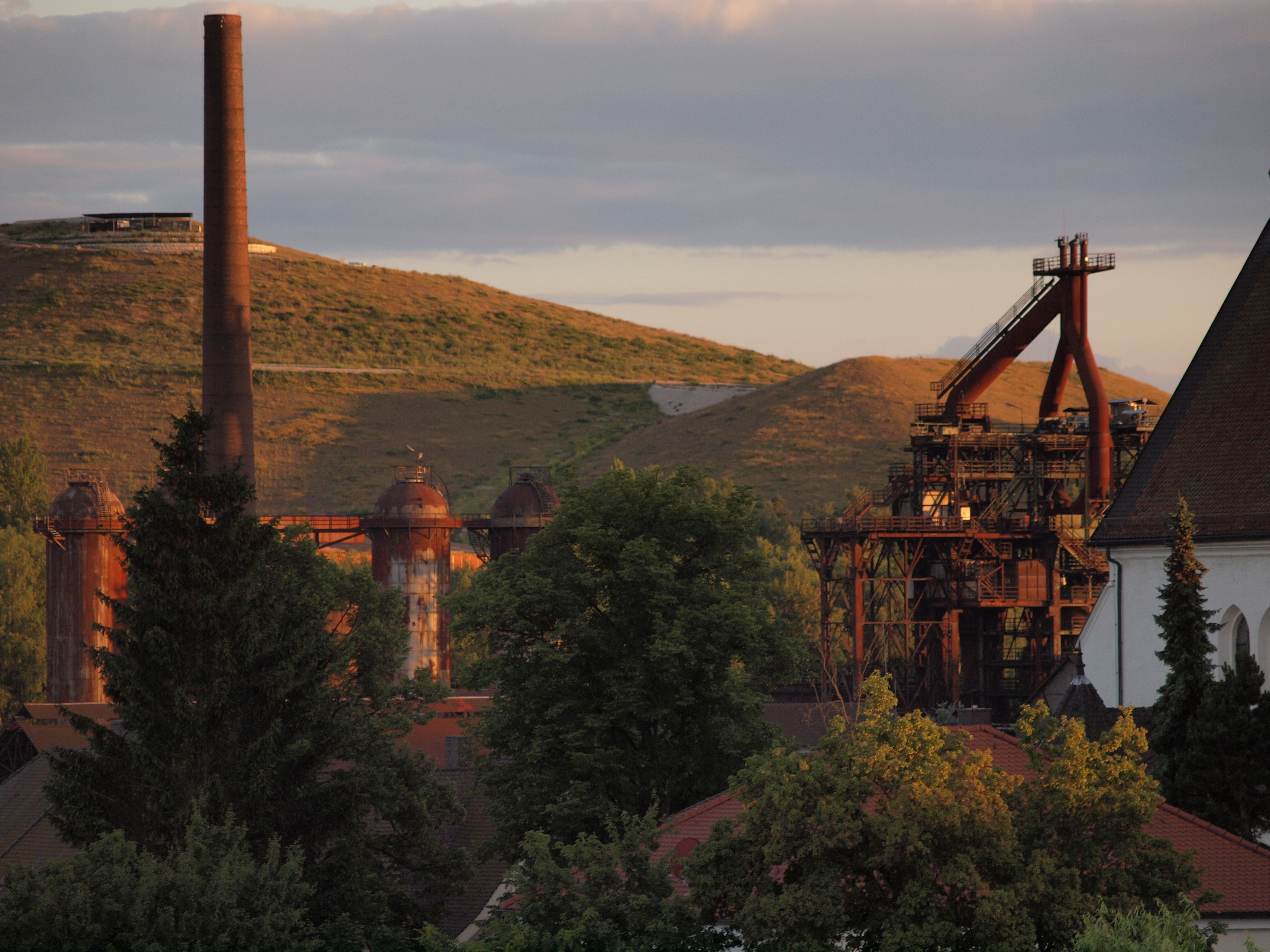
Maxhütte, Hochofen 3 (rechts), sanierter Schlackenberg im Hintergrund; links oben der Informations-Pavillon (Juni 2014)

Der beim Werk befindliche Schlackenberg kann nach seiner 2014 abgeschlossenen Sanierung besichtigt werden. Auf ihm befindet sich ein Informations-Pavillon.
Seit Mai 2017 sind Besichtigungen auf dem „Lehrpfad Deponie Schlackenberg“, einem gekennzeichneten ca. 4 km langen Rundweg, auf dem Deponiegelände möglich.
Die Blauflügelige Ödlandschrecke und die Blauflügelige Sandschrecke sind dort heimisch.
Der gesamte Schlackenberg wurde als Magerstandort angelegt. Über der Deponiedichtung wurde eine Rekultivierungsschicht von einem Meter Dicke aus nährstoffarmen Abraumsand aufgebracht und mit Magerrasen begrünt. Daneben wurden ca. 4 ha spezielle Heuschreckenhabitate eingerichtet, auf denen der Bewuchs größtenteils minimiert wurde. Ergänzt werden diese durch Sandkuhlen, die als Eiablageflächen dienen.